# 윤시병
윤시병(尹始炳, 1859년 2월 1일(음력 1월 1일) ~ 1932년 2월 5일)은 조선 말기의 무신이자 개화파 인물로, 초기 일진회 조직을 주도했다.

## 생애
무과에 급제하여 충청병사를 지냈다. 1894년 동학에 형인 윤길병과 함께 입문했다. 1898년 만민공동회에 참여, 회장으로 선출되고 독립협회에도 가담하여 개화파로 활동했다.
독립협회가 해산된 이후 각처를 방랑하면서 정국 추이를 지켜보던 중, 러일 전쟁으로 일본군이 서울에 진주해 오자 일본군 통역으로 나섰다. 이때 최석민을 통해 송병준을 만나 1904년 일진회를 조직하였다. 윤시병은 일진회 회장을 맡았고, 형 윤길병은 평의원으로 참여했다.
윤시병은 러일 전쟁 과정에서 일본군의 북진을 돕기 위해 일진회 회원을 동원, 군수물사 수송과 정보 활동을 벌여 일본군을 크게 도았다. 이 일로 일본으로부터 일훈욱일사등장(日勳旭日四等章)을 받았다. 을사 조약 체결을 촉구하는 선언서 작성에 참여한 뒤 일진회를 버리고 또다른 친일단체인 조선노동협회를 조직하였다.
자신이 회장까지 지낸 일진회를 떠나 조선노동협회를 결성하게 된 까닭은 송병준과의 불화에 있었다. 을사조약 체결 이후 일제의 후원을 얻은 일진회 회원들은 송병준이 농상공부대신으로 입각하는 등 일제히 관직에 오르게 되었다. 그러나 일진회의 대표격으로 등용된 송병준과 관직 배분을 놓고 사이가 벌어진 회장 윤시병은 회장 자리를 이용구에게 넘겨주고 일선에서 물러났다.

## 사후
- 2002년 민족정기를 세우는 국회의원모임이 광복회와 공동 발표한 친일파 708인 명단에 선정되었다. 이 명단에는 그의 형 윤길병도 함께 포함되어 있다.
- 2007년 대한민국 친일반민족행위진상규명위원회가 발표한 친일반민족행위 195인 명단과 민족문제연구소가 2008년에 발표한 친일인명사전 수록예정자 명단에도 선정되었다.

## 같이 보기
- 일진회
- 윤길병

## 참고자료
- 친일반민족행위진상규명위원회 (2007년 12월). 〈윤시병〉 (PDF). 《2007년도 조사보고서 II - 친일반민족행위결정이유서》. 서울. 1706~1710쪽쪽. 발간등록번호 11-1560010-0000002-10. [깨진 링크(과거 내용 찾기)]
- 반민족문제연구소 (1993년 2월 1일). 〈윤시병 : 만민공동 회장에서 일진회의 회장으로 변신 (김경택)〉. 《친일파 99인 1》. 서울: 돌베개. ISBN 9788971990117.